# بيل هارت (لاعب كرة قدم)
بيل هارت (بالإنجليزية: Bill Harte)‏ هو لاعب كرة قدم أمريكي، ولد في 20 ديسمبر 1971 في بالتيمور في الولايات المتحدة. لعب مع تامبا باي موتيني ونيو إنجلاند ريفولوشن.

## وصلات خارجية
- بيل هارت على موقع الدوري الأمريكي (الإنجليزية)
- بيل هارت على موقع قاعدة بيانات كرة القدم.إي يو (الإنجليزية)